# Mirliton

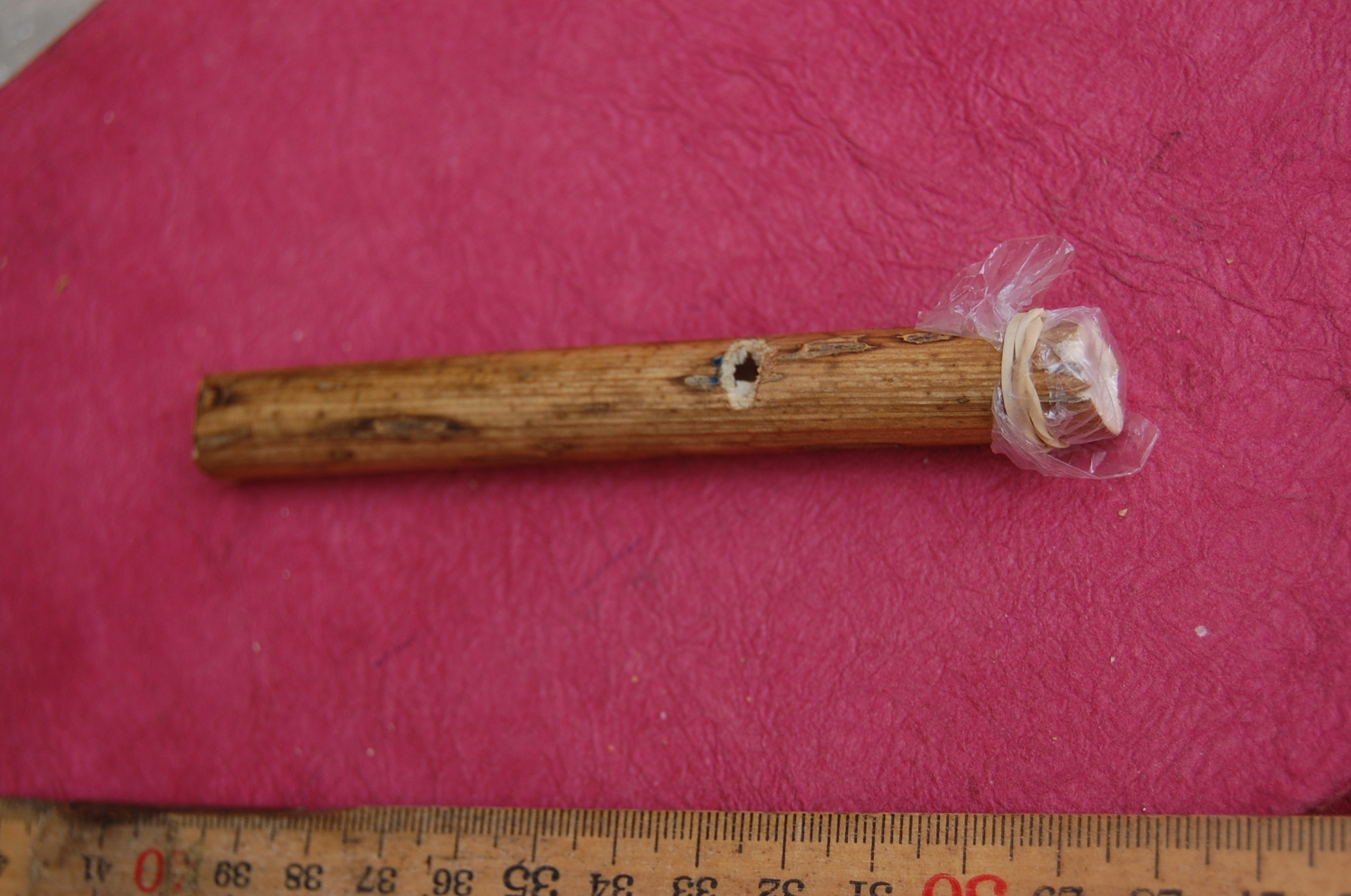

Il mirliton (in italiano anche flauto eunuco, a rigore una tipologia di mirliton) è uno strumento musicale della famiglia dei legni diffusosi tra il XVI ed il XVII secolo.
Produce un suono simile a quello del kazoo ma al contrario di questo, va impugnato orizzontalmente.
Il mirliton consiste in un tubo di legno chiuso da una membrana molto sottile simile a quella di un tamburo. A pochi centimetri di distanza dalla membrana si trova la fessura all'interno della quale l'esecutore canta producendo vibrazioni il cui il timbro verrà modificato dalla membrana.